# Europese weg 92
De Europese weg 92 of E92 is een weg die uitsluitend door Griekenland loopt.
De weg begint in Igoemenitsa en eindigt in Volos. Tussen Igoemenitsa en Ioannina loopt de E92 over hetzelfde traject als de E90. Tussen Larisa en Velistino is er een samenloop met de E75.